# Drypta mastersii
Drypta mastersii är en skalbaggsart som beskrevs av Macleay 1871. Drypta mastersii ingår i släktet Drypta och familjen jordlöpare. Inga underarter finns listade i Catalogue of Life.